# トム・コンティ
トム・コンティ（Tom Conti, 1941年11月22日 - ）は、イギリスの俳優。

## 略歴
スコットランドのペイズリー出身。グラスゴーで学び、1959年にダンディー・レップシアターで活動を始めた。ロイヤル・シェイクスピア・カンパニーに参加後はブロードウェイに進出。1978年には『この命誰のもの』（Whose Life Is It Anyway?）の舞台出演で、ローレンス・オリヴィエ賞の年間新作演劇最優秀男優賞（Actor of the Year in a New Play）を、翌1979年にはトニー賞 演劇主演男優賞（第33回）を受賞した。
1983年には大島渚監督の『戦場のメリークリスマス』への出演と、同年『Reuben, Reuben』の主演を果たしたことで、ナショナル・ボード・オブ・レビュー賞 男優賞を受賞。また『Reuben, Reuben』ではアカデミー賞（第56回）とゴールデングローブ賞（第41回）の主演男優賞にもノミネートされた。その後も多数映画に出演し現在はバラエティ番組にも出ている。
私生活では1967年に女優のカーラ・ウィルソン（Kara Wilson）と結婚し、女優や腹話術師となる娘のニーナ（Nina Conti）を儲けた。

## 出演作
| 公開年 | 邦題 原題                                            | 役名                         | 備考 |
| ------ | ---------------------------------------------------- | ---------------------------- | ---- |
| 1975   | Slade in Flame                                       | Robert Seymour               |      |
| 1977   | デュエリスト/決闘者 The Duellists                    |                              |      |
| 1983   | 戦場のメリークリスマス Merry Christmas, Mr. Lawrence | ジョン・ロレンス             |      |
| 1983   | Reuben, Reuben                                       | Gowan McGland                |      |
| 1984   | 愛しのレベッカ American Dreamer                      | アラン                       |      |
| 1985   | 法王の旅 Saving Grace                                | 教皇レオ14世                 |      |
| 1987   | ニューヨーカーの青い鳥 Beyond Therapy                | ステュアート                 |      |
| 1989   | 旅する女/シャーリー・バレンタイン Shirley Valentine  | コスタス                     |      |
| 1989   | ホワイト・ローズ That Summer of White Roses          |                              |      |
| 2005   | すべてはその朝始まった Derailed                      | エリオット                   |      |
| 2010   | テンペスト The Tempest                               | ゴンザーロー                 |      |
| 2012   | ダークナイト ライジング The Dark Knight Rises        | 奈落の住人                   |      |
| 2017   | パディントン2 Paddington 2                           | 裁判官                       |      |
| 2023   | オッペンハイマー Oppenheimer                         | アルベルト・アインシュタイン |      |

## 参照
1. ↑  http://www.filmreference.com/film/3/Tom-Conti.html
2. 1 2 3  「トム コンティ」『日外アソシエーツ「20世紀西洋人名事典」（1995年刊）』。コトバンクより2023年5月27日閲覧。
3. ↑  “Olivier Winners 1978”. Official London Theatre.  Society of London Theatre (SOLT). 2023年5月27日閲覧。
4. ↑  CB (2008年4月23日). “06 March 1978: Conti asks Whose Life Is It Anyway?”. Official London Theatre.  Society of London Theatre (SOLT). 2023年5月27日閲覧。
5. ↑  “1983 Award Winners”. ナショナル・ボード・オブ・レビュー. 2023年5月27日閲覧。
6. ↑  “Tom Conti - Awards”. IMDb. 2023年5月27日閲覧。
7. ↑  “Nina Conti”. IMDb. 2023年5月27日閲覧。